# Чемпионат Европы по футболу среди женщин 1991
Чемпионат Европы по футболу среди женщин 1991 года, или «Евро-1991», — 4-й женский чемпионат Европы по футболу, футбольный турнир для европейских стран, проводимый в период с 1989 по 1990 годы (с отборочного раунда) под эгидой УЕФА. Финальная игра проходила в Дании. Чемпионский титул во 2-й раз завоевала сборная Германии, обыгравшая в финале сборную Норвегии со счётом 3-1 (в дополнительное время). В квалификации участвовало 18 команд, что было достаточно, чтобы сделать чемпионат полностью официальным, так что название было изменено на чемпионат Европы среди женщин (ранее турнир назывался соревнованием по футболу среди женщин, англ. 1989 European Competition for Women's Football).
Турнир был европейским отборочным раундом Чемпионата мира по футболу среди женщин 1991 года.

## Формат
В отборочном раунде 18 команд были разделены на 5 групп (две из 3-х, три из 4-х команд) и победитель в группах 1 и 2 (где играло по 3 команды) и 1-2 место групп 3, 4 и 5 (где играло по 4 команды) квалифицировались в четвертьфинал соревнований, где команды (4 пары) играли навылет (плей-офф) по 2 игры (на полях обеих сборных, т.е каждая из команд играла на своём (в своей стране) и чужом (в стране соперника) поле). В полуфиналах и финале была только одна игра, её победитель был объявлен чемпионом. Проигравшие в полуфинале играли матч за третье место.

## Квалификация
См.: Чемпионат Европы по футболу среди женщин 1991 (отборочный турнир)

## Полуфиналы
| Норвегия | 0–0 (д.в.) | Дания |
| --- | ---------- | --- |
| |            | |
| Пенальти |            | |
| Тина Свенссон · Анн Кристин Орёнес · Агнет Карлсен · Катрин Заборовски · Хеге Риисе · Линда Медален · Бирте Хегстад · Гунн Нюборг · Гро Эспесет | 8:7        | Лисбет Колдинг · Аннетт Тюкосен · Карина Сефрон · Марианн Якобсен · Лотте Багге · Анни Гам-Педерсен · Улла Кристенсен · Янни Хансен · Марианн Йенсен |

| Германия                            | 3–0     | Италия |
| ----------------------------------- | ------- | ------ |
| Хайди Мор 30′, 59′ · Сисси Райт 61′ | (отчёт) |        |

## Матч за 3 место
| Дания                                        | 2–1 (д.в.) | Италия              |
| -------------------------------------------- | ---------- | ------------------- |
| Хелле Йенсен 22′ · Маура Фурлотти 84′ (авт.) | (отчёт)    | Сильвия Фиорини 68′ |

## Финал
| Германия                              | 3–1 (д.в.) | Норвегия          |
| ------------------------------------- | ---------- | ----------------- |
| Хайди Мор 62′, 94′ · Сильвия Найд 96′ |            | Бирте Хегстад 54′ |

## Бомбардиры
4 гола
- Heidi Mohr

1 гол
| - Helle Jensen - Sissy Raith - Сильвия Найд | - Silvia Fiorini - Birthe Hegstad |

Автогол
- Maura Furlotti (в матче против Дании)